# Міс Всесвіт 1956
«Міс Всесвіт 1956» — п'ятий конкурс краси «Міс Всесвіт», що відбувся 20 липня 1956 року в муніципальному залі Лонг-Біч у Лонг-Біч, Каліфорнія, США.
Наприкінці заходу Гіллеві Ромбін зі Швеції коронувала Керол Морріс зі Сполучених Штатів як Міс Всесвіт 1956. Це вже друга перемога Сполучених Штатів в історії конкурсу краси.
У цьому виданні змагалися учасниці з тридцяти країн. Ведучим конкурсу вп'яте був Боб Рассел.

## Передісторія

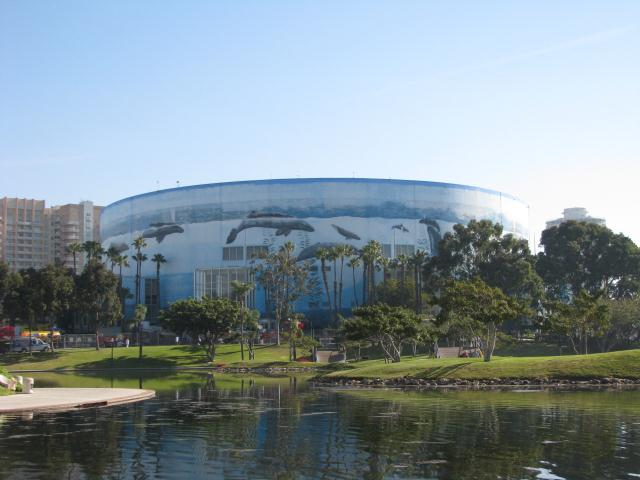
Муніципальна аудиторія Лонг-Біч, місце проведення конкурсу «Міс Всесвіт» 1956 року

### Відбір учасниць
Для участі в конкурсі було відібрано учасниць з тридцяти країн і територій. Це був останній конкурс перед 2023 роком, у якому могли брати участь жінки, які перебувають у шлюбі та мають дітей. Двох учасниць було обрано на заміну переможниці, яка була позбавлена престолу.

#### Заміни
Гудлауг Гудмундсдоттір, перша віцеміс конкурсу краси «Міс Ісландія 1956», була призначена на заміну Агусті Гудмундсдоттір, яка перемогла у конкурсі краси «Міс Ісландія 1956», після того, як стало відомо, що остання вже одружена. Едіт Нобл Накпіл була замінена Ізабель Ескобар Родрігес як представницею Філіппін із нерозголошених причин.

#### Дебюти, повернення та відмови від участі
У цьому виданні дебютували Британська Гвіана, Домініканська Республіка, Голландія та Ісландія, а також повернулися Туреччина та Перу, які востаннє змагалися у 1953 та 1954 роках відповідно. Мірва Арвінен з Фінляндії знялася з участі з нерозголошених причин. Цейлон, Сальвадор, Фінляндія, Гондурас, Ліван, Нікарагуа, Норвегія, Південна Корея та Західна Індія відмовилися від участі після того, як відповідальні за це організації у їхніх країнах не змогли провести національні змагання або призначити учасника.

## Результати

### Призові місця
| Розміщення       | Учасник |
| ---------------- | --- |
| Міс Всесвіт 1956 | - — Керол Морріс |
| 1-а віце-міс     | - — Марина Оршель |
| 2-а віце-міс     | - — Інгрід Гоуде |
| 3-я віце-міс     | - — Айріс Уоллер |
| 4-а віце-міс     | - — Россана Галлі |
| Топ-15           | - — Ілеана Карре - — Люсьєн Ок'є - — Марія Хосе Кардозу - — Марсія Родрігес - — Аніта Трейєнс - — Ріта Гума - — Сара Таль - — Ерна Бауман - — Лола Сабогал - — Бланка Ередіа |

### Особливі нагороди
| Нагорода              | Учасник               |
| --------------------- | --------------------- |
| Міс Дружба            | - — Анабелла Гранадос |
| Міс Фотогенічність    | - — Марина Оршель     |
| Міс Популярна Дівчина | - — Керол Морріс      |

### Формат
Так само як і в 1955 році, п'ятнадцять півфіналісток були обрані на попередньому конкурсі, який складався з конкурсу купальників та вечірніх суконь. Кожна з п'ятнадцяти півфіналісток виступила з короткою промовою під час фінальної телетрансляції, використовуючи свою рідну мову. Після цього п'ятнадцять півфіналісток знову продемонстрували свої купальники та вечірні сукні, і зрештою було обрано п'ятьох фіналісток.

### Відбіркова комісія
- Вінсент Тротта — художній керівник Paramount Pictures
- Джеймс Г. Ногер — американський професор іноземних мов
- Том Келлі — американський фотограф
- Дороті Кірстен — американська оперна співачка[12]
- Ерл Вілсон — американський журналіст та колумніст[12]
- Альберто Варгас — перуансько-американський художник, відомий своєю картиною «Дівчата Варгас»[12]
- Макс Фактор — американський бізнесмен та візажист[12]
- Клод Берр — засновник і президент Комітету з виборів Міс Європа[12]

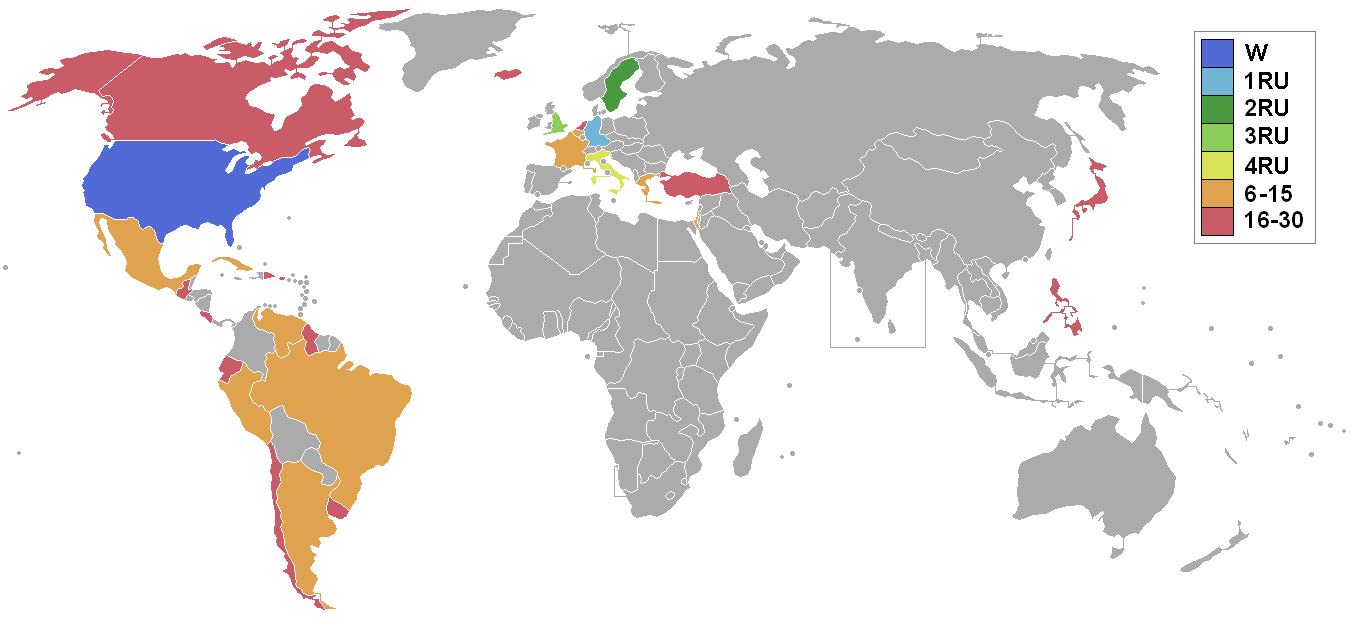
Країни та території-учасниці конкурсу «Міс Всесвіт 1956».

Тридцять учасниць змагалися за титул.
| Країна                   | Учасниця                  | Вік | Рідне місто       |
| ------------------------ | ------------------------- | --- | ----------------- |
| Аляска                   | Барбара Селлар            | 18  | Фербанкс          |
| Аргентина                | Айлеана Карр              | 19  | Буенос-Айрес      |
| Бельгія                  | Люсьєн Окьє               | 19  | Брюссель          |
| Бразилія                 | Марія Хосе Кардосо        | 21  | Порту-Алегрі      |
| Британська Гвіана        | Розалінд Айва Джоан -Фанг | 20  | Джорджтаун        |
| Канада                   | Елейн Байшенден           | 18  | Торонто           |
| Чилі                     | Консепсьйон Обах          | 20  | Сантьяго          |
| Коста-Рика               | Анабелла Гранадос         | 18  | Алахуела (місто)  |
| Куба                     | Марша Родрігес            | 19  | Гавана            |
| Домініканська Республіка | Ольга Фьялло              | 22  | Санто-Домінго     |
| Еквадор                  | Мерседес Флорес Еспін     | 18  | Гуаякіль          |
| Англія                   | Айріс уоллер              | 21  | Гейтсхед          |
| Франція                  | Аніта Треєн               | 18  | Париж             |
| Греція                   | Ріта Гума                 | 20  | Афіни             |
| Гватемала                | Айлеана Гарлінгер         | 21  | Гватемала (місто) |
| Голландія                | Ріта Шмідт                | 20  | Алкмар            |
| Ісландія                 | Гудлауг Гудмундсдотір     | 19  | Коупавогюр        |
| Ізраїль                  | Сара Тал                  | 22  | Тель-Авів         |
| Італія                   | Розанна Галлі             | 21  | Рим               |
| Японія                   | Йоші Баба                 | 19  | Айдзу-Вакамацу    |
| Мексика                  | Ерна Марта Бауман         | 18  | Мехіко            |
| Пери                     | Лола Забогал              | 21  | Ліма              |
| Філліпіни                | Ізабель Родрігес          | 19  | Маніла            |
| Пуерто-Рико              | Пакіта Віво               | 20  | Сан-Хуан          |
| Швеція                   | Інгрід Гоуде              | 19  | Стокгольм         |
| Туреччина                | Джан Уйсалоглу            | 18  | Стамбул           |
| США                      | Керол Морріс              | 20  | Де-Мойн           |
| Уругвай                  | Тітіна Агіре              | 19  | Монтевідео        |
| Венесуела                | Бланка Ередіа             | 22  | Каракас           |
| Західна Німеччина        | Марина Оршель             | 19  | Берлін            |